# 元庆和
元庆和（？—？），河南郡洛阳县（今河南省洛阳市东）人，追尊魏景穆帝拓跋晃曾孙，齐州刺史元逞之子，北魏宗室、官员，后投降南梁。

## 生平
元庆和在北魏担任东豫州刺史，孝昌三年（527年），南梁谯州刺史湛僧智在广陵围困了元庆和，并攻入了广陵的外城，北魏将军元显伯领兵援救，湛僧智击败了元显伯，南梁司州刺史夏侯夔从武阳发兵与湛僧智会合，切断了北魏军队的退路。元庆和在城内筑起栅栏，以便加固自己的防守。十月，夏侯夔到了广陵城下，元庆和请求献出城池投降。夏侯夔把功劳让给湛僧智，湛僧智说：“元庆和的心意是向您投降，而不愿向我投降，我今天去接受投降，必定违背他的心意，而且湛僧智我统领的是招募来的乌合之众，不能依法统御投降的军队。您主持军队一向严格，必定没人违反命令，您去接受投降，接纳归附，是最适合的了。”夏侯夔就登上城墙，拔掉北魏的旗帜，竖起南梁的旗帜，无人敢妄动，元庆和整顿军队出城，军队里没人搞暗中活动，南梁获得投降的男女人口四万余人。梁武帝萧衍任命元庆和为北道总督，封魏王。
南梁中大通六年（535年）冬十月丁卯（534年11月9日），梁武帝以信武将军元庆和为镇北将军，北伐东魏，闰十二月，元庆和攻克平濑乡。
大同元年春正月乙亥（535年3月17日），东魏兼尚书右仆射、东南道行台元晏讨伐元庆和，将他击败赶走。大同元年（535年）四月，元庆和进攻东魏的城父，东魏丞相高欢派遣高敖曹率兵三万人前往项，窦泰率兵三万人前往城父，侯景率兵三万人前往彭城，以任祥为东南道行台仆射，节制调度各路军队。
元庆和接着又进犯东魏的南兗州，东魏洛州刺史韩贤出兵抵御，六月，元庆和进攻南顿，被东魏南豫州刺史尧雄打的大败而归。梁武帝责备元庆和说：“说起话有一百个舌头，胆量却如同小老鼠。”于是将元庆和流放到合浦县。